# Де Хейс, Эмили
Эмили де Хейс (род. 10 февраля 2003, Миншееренланд, Нидерланды) — нидерландская автогонщица. В настоящее время выступает в Академии F1 за команду MP Motorsport.

## Личная жизнь
Де Хейс родилась в Мейнширенланде, Нидерланды. Ее отец - Берт де Хеус, автогонщик-любитель, участвовавший в чемпионате по гонкам на выносливость серии 24H. Её семья владеет и управляет тракторами De Heus, базирующимися в Минширенланде.
Де Хейс в настоящее время учится на степень в области маркетинга и коммуникаций в Институте Йохана Кройфа.

## Карьера

### Картинг
Эмели де Хейс участвовала в соревнованиях по картингу Rotax Max Challenge International Trophy 2019 и 2020 годов. В 2019 году она набрала 4 очка и заняла 27-е место в общем зачете. В 2020 году она поднялась на 23-е место с 45 очками. В феврале 2020 года она выиграла Зимний кубок Нидерландов по картингу для взрослых в Бергеме. В том же году она набрала 239 очков в голландском национальном чемпионате Rotax Max Senior, заняв 4-е место в общем зачете.

### Испанская Формула-4
В сезоне 2021 года Де Хейс дебютировала в гонках на одноместных автомобилях в Испанской Формуле-4. Она выступала за голландскую команду MP Motorsport.
Де Хейс участвовала во всех 21 гонках сезона. Она заняла 29-е место в зачете водителей и выиграла женский зачёт 2021 года.

### W Series
В начале 2022 года Де Хейс был объявлен участником сезона W Series 2022 года. В феврале она завершила тест на ранчо Inde Motorsports, штат Аризона, а также участвовала в мартовских тестах на трассе Барселона-Каталунья в Испании, где проехала 134 круга. Де Хейс выступала за Sirin Racing вместе с другой голландской гонщицей Бейтске Виссер. Ее лучшим результатом было 10-е место в первом раунде сезона в Майами.

### Формула-4 ОАЭ
В январе 2023 года было объявлено, что Де Хейс примет участие в чемпионате ОАЭ Формулы 4 2023 года с MP Motorsport. Её лучшим результатом было 21-е место в Kuwait Motor Town.

### Академия F1
В марте Де Хейс была объявлена пилотом новой серии F1 Academy. В 2023 году она будет соревноваться с MP Motorsport.